# آدوره دلانو
 آدوره دلانو (به انگلیسی: Adore Delano) (زاده ۲۹ سپتامبر ۱۹۸۹) زن‌پوش، خواننده-ترانه‌پرداز، بازیگر آمریکایی است.